# Jean-Baptiste Belloc

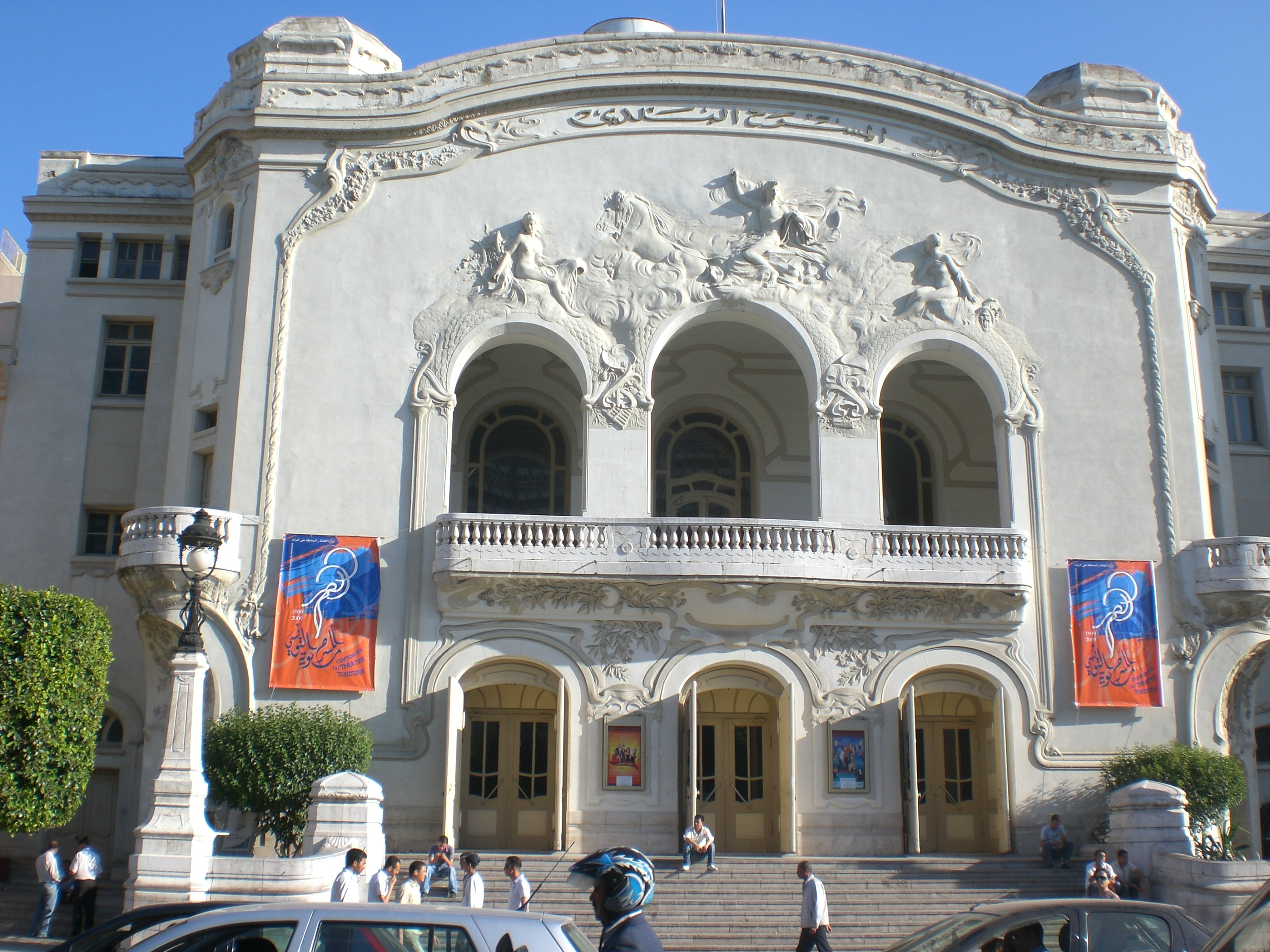
Fachada del Teatro de Túnez.

Jean-Baptiste Belloc, nacido en Pamiers el 30 de abril de 1863, fue un escultor francés, ganador del Premio de Roma en 1890.

## Datos biográficos
Jean-Baptiste Belloc nació en la localidad de Pamiers, el 30 de abril de 1863.
Tras realizar estudios de dibujo en su villa natal, obtuvo una beca de estudios de la comuna y del departamento para seguir su formación en la Escuela de Bellas Artes de París; admitido por concurso, en 1882, entró en el taller de Jules Dumont, de Jean-Marie Bonnassieux y de Gabriel-Jules Thomas.
Presente en el Salón de los s Artistas franceses desde 1888, obtuvo, en 1890, el primer segundo gran premio de Roma por la obra realizada bajo el título de La edad de oro en francés: L’Âge d’or: fue entonces alumno del taller de Antonin Mercié.
A partir de 1897, hizo numerosos viajes al norte de África y se convirtió en escultor oficial del Ministerio de las Colonias, realizó numerosas esculturas en Argelia y Túnez.
Durante el mismo periodo trabajó en estatuillas de pequeño formato, que fueron editadas por Ferdinand Barbedienne.
En 1903, Jean-Baptiste Belloc se casó con la compositora Antoinette Petit.
Falleció en París en 1919 y está sepultyado en el cementerio de Perpiñán; durante sus funerales, un homenaje público fue organizado por la villa de Perpiñán y la Sociedad de Amigos del Museo de la villa.
Tras el fallecimiento del artista, la señora Belloc, profesora de piano y compositora, hizo donación al museo de Perpiñán de varias obras de su marido.

## Obras (selección)
- Monumento conmemorativo de la guerra de 1870-1871 en Perpiñán; fechado en 1895; El Comité de Monumentos a los Muertos de 1870-1871 solicitó a J. B. Belloc la estatua de bronce "La Victoire ailée" que coronó la columna del monumento conmemorativo que, originalmente, estuvo instalado al final de la Promenade de los Plátanos. El architecto catalán Joseph Ferréol Carbasse concibió este monumento a la gloria de los soldados muertos durante este conflicto; la obra fue desplazada al bulevar Jean Bourrat ante la construcción del Palacio de Congresos en 1963.[2]
- Estatua en bronce « Les temps futurs» (los tiempos futuros): inicialmente presentada en el Salón de 1895 (en yeso), esta obra está fechada en 1897, fue instalada en la Square des Platanes de Perpiñán y estaba enfrente del Monumento conmemorativo de la guerra de 1870-1871. Fue fundida durante la ocupación en el proceso de recuperación de metales no ferrosos.;[3]